# Zeterkleeklippe
Die Zeterkleeklippe oder Zeterkleff ist eine der zahlreichen Harzklippen auf dem Gebiet der Stadt Wernigerode. Diese kleine Porphyrklippe befindet sich im Wernigeröder Stadtwald am Knechtskopf (früher auch Knechtsberg und zeitweilig unterschieden in erster und zweiter Knechtskopf) oberhalb der Quelle eines kleinen, namenlosen Baches unweit des Nesseltales. Es finden sich auch die Bezeichnungen Zetterkleff (1656), Zeeterkleeklippe (1824) und Zetterkleeklippe (1825). Im Gegensatz zu anderen Klippen bietet sich von der Zeterkleeklippe aufgrund des umliegenden dichten Bewuchses mit Bäumen kaum eine Aussichtsmöglichkeit. Der Name dieser Klippe ist heute kaum noch im Gebrauch, weil das Wissen über den Namen größtenteils in Vergessenheit geraten ist.
An der Zeterkleeklippe führte die Grenze zwischen der Grafschaft Wernigerode und dem preußischen Amt Hasserode mit dem Magistratsholz vorbei und sie tritt daher in mehreren historischen Grenzbeschreibungen auf. Unmittelbar an ihr führt die alte Harzstraße, von Wernigerode kommend, über den Salzberg in den Harz hinauf.
Weit bekannter als die Zeterkleeklippe sind die Zeterklippen im Hochharz.

## Quelle
- Walther Grosse: Geschichte der Stadt und Grafschaft Wernigerode in ihren Forst-, Flur- und Straßennamen. Wernigerode 1929, S. 152.